# Вртлинська
45°41′ пн. ш. 16°37′ сх. д. / 45.68° пн. ш. 16.61° сх. д.
Вртлинська (хорв. Vrtlinska) — населений пункт у Хорватії, у Б'єловарсько-Білогорській жупанії у складі міста Чазма.

## Населення
Населення за даними перепису 2011 року становило 164 осіб.
Динаміка чисельності населення поселення: